# Max Preitz
Georg Max Preitz (* 26. Dezember 1885 in Zerbst/Anhalt; † 3. Januar 1971) war ein deutscher Germanist.

## Leben und Werk
Max Preitz stammte aus dem Herzogtum Anhalt, studierte Germanistik, promovierte zum Dr. phil. und war von 1922 bis 1924 Lehrbeauftragter an der Universität Frankfurt am Main. Er beschäftigte sich hauptsächlich mit der deutschen Romantik. Danach war er als Oberstudienrat in Frankfurt am Main tätig. Er war Schriftführer des Deutschen Germanistenverbandes.

## Schriften (Auswahl)
- Prinz Moritz von Dessau im siebenjährigen Kriege. Berlin 1912.
- Deutschkundlicher Lehrplan für die Deutsche Oberschule. Frankfurt am Main 1922.
- Clemens Brentanos Freudenhaus-Romanze. Frankfurt am Main 1922.
- Gottfried Kellers dramatische Bestrebungen. New York, London 1968.
- Clemens Brentanos Freudenhaus-Romanze. Bern 1969.